# Bóng đá tại Đại hội Thể thao Đông Nam Á 1995 – Nữ
Nội dung bóng đá nữ tại Đại hội Thể thao Đông Nam Á 1995 được tổ chức tại Thái Lan từ ngày 3 tháng 12 đến ngày 13 tháng 12 năm 1995. Không có giới hạn độ tuổi với các đội tuyển nữ.
Thái Lan đã bảo vệ thành công tấm huy chương vàng sau khi đánh bại Malaysia 1–0 trong trận chung kết. Myanmar giành tấm huy chương đồng chung cuộc.

## Lịch thi đấu
Dưới đây là lịch thi đấu cho nội dung bóng đá nữ.
| G | Vòng bảng | B | Tranh huy chương đồng | F | Chung kết |

| CN 3 | T2 4 | T3 5 | T4 6 | T5 7 | T6 8 | T7 9 | CN 10 | T2 11 | T3 12 | T4 13 | T4 13 |
| ---- | ---- | ---- | ---- | ---- | ---- | ---- | ----- | ----- | ----- | ----- | ----- |
| G    |      | G    |      | G    |      | G    |       | G     |       | B     | F     |

## Các quốc gia tham dự
5 đội tuyển trong tống số 10 quốc gia thành viên của Đông Nam Á đã tham dự nội dung thi đấu này.
- Malaysia (MAS)
- Myanmar (MYA)
- Philippines (MYA)
- Singapore (SGP)
- Thái Lan (THA)

## Địa điểm
Các trận đấu bóng đá nữ được tổ chức tại sân vận động huyện San Pa Tong và sân vận động chính thuộc Khu liên hợp thể thao Chiang Mai, đều tại Chiang Mai.
| Chiang MaiBóng đá tại Đại hội Thể thao Đông Nam Á 1995 – Nữ (Thái Lan) | Chiang Mai                     |
| ---------------------------------------------------------------------- | ------------------------------ |
| Chiang MaiBóng đá tại Đại hội Thể thao Đông Nam Á 1995 – Nữ (Thái Lan) | Sân vận động kỷ niệm 700 năm   |
| Chiang MaiBóng đá tại Đại hội Thể thao Đông Nam Á 1995 – Nữ (Thái Lan) | Sức chứa: 25.000               |
| Chiang MaiBóng đá tại Đại hội Thể thao Đông Nam Á 1995 – Nữ (Thái Lan) |                                |
| Chiang MaiBóng đá tại Đại hội Thể thao Đông Nam Á 1995 – Nữ (Thái Lan) | Sân vận động huyện San Pa Tong |
| Chiang MaiBóng đá tại Đại hội Thể thao Đông Nam Á 1995 – Nữ (Thái Lan) | Sức chứa: N/A                  |
| Chiang MaiBóng đá tại Đại hội Thể thao Đông Nam Á 1995 – Nữ (Thái Lan) |                                |

## Đội hình
Mỗi đội tuyển phải đăng ký một danh sách cuối cùng gồm 18 cầu thủ, trong đó tối thiểu hai cầu thủ là thủ môn.

## Thể thức
Vì giải đấu lần này chỉ có 5 đội tham dự, thể thức thi đấu vòng tròn được áp dụng. Các đội tuyển sẽ thi đấu vòng tròn một lượt với nhau; hai đội nhiều điểm nhất sẽ thi đấu trận chung kết để tranh huy chương vàng, hai đội xếp thứ ba và thứ tư sẽ thi đấu trận tranh huy chương đồng. 
Các tiêu chí xếp hạng
Các đội được xếp hạng theo điểm (3 điểm cho 1 trận thắng, 1 điểm cho 1 trận hòa và 0 điểm cho 1 trận thua), và nếu bằng điểm, các tiêu chí sau đây sẽ được áp dụng theo thứ tự, để xác định thứ hạng:
1. Hiệu số bàn thắng thua trong tất cả các trận đấu bảng;
2. Số bàn thắng ghi được trong tất cả các trận đấu bảng;
3. Điểm trong các trận đối đầu trực tiếp giữa các đội bằng điểm;
4. Hiệu số bàn thắng thua trong các trận đối đầu trực tiếp giữa các đội bằng điểm;
5. Số bàn thắng ghi được trong các trận đối đầu trực tiếp giữa các đội bằng điểm;
6. Nếu có nhiều hơn hai đội bằng điểm, và sau khi áp dụng tất cả các tiêu chí đối đầu ở trên, một nhóm nhỏ các đội vẫn còn bằng điểm nhau, tất cả các tiêu chí đối đầu ở trên được áp dụng lại cho riêng nhóm này;
7. Sút luân lưu nếu chỉ có hai đội bằng điểm và gặp nhau ở lượt trận cuối cùng của bảng;
8. Bốc thăm.

## Vòng bảng
| VT | Đội          | ST | T | H | B | BT | BB | HS  | Đ  | Giành quyền tham dự        |
| -- | ------------ | -- | - | - | - | -- | -- | --- | -- | -------------------------- |
| 1  | Thái Lan (H) | 4  | 3 | 1 | 0 | 15 | 3  | +12 | 10 | Trận tranh huy chương vàng |
| 2  | Malaysia     | 4  | 2 | 1 | 1 | 7  | 4  | +3  | 7  | Trận tranh huy chương vàng |
| 3  | Myanmar      | 4  | 1 | 2 | 1 | 8  | 9  | −1  | 5  | Trận tranh huy chương đồng |
| 4  | Philippines  | 4  | 1 | 2 | 1 | 3  | 9  | −6  | 5  | Trận tranh huy chương đồng |
| 5  | Singapore    | 4  | 0 | 0 | 4 | 1  | 9  | −8  | 0  |                            |

| Malaysia | 0–1      | Thái Lan    |
| -------- | -------- | ----------- |
|          | Chi tiết | Kissana 18' |

| Singapore | 1–2      | Philippines                  |
| --------- | -------- | ---------------------------- |
| - Goh 67' | Chi tiết | - Cuizon 4' - Barlobento 36' |

| Myanmar | 1–1 | Philippines |
| ------- | --- | ----------- |
|         |     |             |

| Singapore | 0–4      | Thái Lan                                                       |
| --------- | -------- | -------------------------------------------------------------- |
|           | Chi tiết | - Prapa 14' (ph.đ.) - Sunee 21' - Sawangsri 75' - Kaewphet 84' |

| Philippines | 0–7 | Thái Lan |
| ----------- | --- | -------- |
|             |     |          |

| Myanmar                                  | 3–5 | Malaysia                                             |
| ---------------------------------------- | --- | ---------------------------------------------------- |
| - San San Kyu 40' - Yin Moe Aye 50', 85' |     | - Abdul 14', 61' - Yaw 54' - Lansiew 57' - Ahing 78' |

| Singapore | 0–2      | Malaysia              |
| --------- | -------- | --------------------- |
|           | Chi tiết | Yaw 13' · Lansiew 55' |

| Myanmar | 3–3 | Thái Lan |
| ------- | --- | -------- |
|         |     |          |

| Myanmar | 1–0 | Singapore |
| ------- | --- | --------- |
|         |     |           |

| Philippines | 0–0 | Malaysia |
| ----------- | --- | -------- |
|             |     |          |

## Vòng đấu loại trực tiếp

### Tranh huy chương đồng
| Myanmar | Hủy | Philippines |
| ------- | --- | ----------- |
|         |     |             |

Myanmar giành huy chương đồng chung cuộc. Chưa rõ lý do trận đấu không được tổ chức.

### Tranh huy chương vàng
| Thái Lan    | 1–0 | Malaysia |
| ----------- | --- | -------- |
| Nongyao 18' |     |          |

### Huy chương vàng
| Bóng đá nữ Đại hội Thể thao Đông Nam Á 1995 |
| ------------------------------------------- |
| · Thái Lan · Lần thứ 2                      |

## Thống kê

### Cầu thủ ghi bàn
Đã có 35 bàn thắng ghi được trong 11 trận đấu, trung bình 3.18 bàn thắng mỗi trận đấu.

### Bảng xếp hạng
| VT | Đội          | ST | T | H | B | BT | BB | HS  | Đ  | Kết quả chung cuộc        |
| -- | ------------ | -- | - | - | - | -- | -- | --- | -- | ------------------------- |
| 1  | Thái Lan (H) | 5  | 4 | 1 | 0 | 16 | 3  | +13 | 13 | Vô địch - Huy chương vàng |
| 2  | Malaysia     | 5  | 2 | 1 | 2 | 7  | 5  | +2  | 7  | Á quân - Huy chương bạc   |
| 3  | Myanmar      | 4  | 1 | 2 | 1 | 8  | 9  | −1  | 5  | Hạng ba - Huy chương đồng |
| 4  | Philippines  | 4  | 1 | 2 | 1 | 3  | 9  | −6  | 5  |                           |
| 5  | Singapore    | 4  | 0 | 0 | 4 | 1  | 9  | −8  | 0  |                           |